# 調教助手
調教助手（ちょうきょうじょしゅ）とは競馬において厩舎に所属し、厩舎が管理する競走馬の調教を行い、かつ調教師の補佐を行う者のことをいう。日本の中央競馬関係者に関する呼称であり、地方競馬に関しては調教師補佐という呼称を用いる。また俗称として「調馬師」（ちょうばし）とも言われている。
具体的な仕事は、調教師の指示により調教を行うことが主であるが、調教師が不在の際に調教の指示を行ったり、競馬開催時に調教師が不在の際、出走馬へ騎乗予定の騎手が事故により騎乗できなくなった場合に別の騎手への交代依頼を行うなど、調教師の代務者を務めることもある。
なお、調教を行うことのみを専門とする職は、調教助手と意味を区分するため、「攻馬手」（せめうましゅ、こうばしゅ）という呼称を用いる。
日本国外の競馬関係者に関しては概して厳密に調教助手にあたる職務はない。米国にも調教師を補佐するアシスタントトレーナーがいるが、競走馬の調教時の乗り役は厩舎スタッフではないワークライダー（Work Rider）に委託して行われる外注が一般的であり業務の内容が異なる。

## 概要

### 中央競馬
中央競馬において調教助手となるためにはまずJRA競馬学校の厩務員課程を経て厩務員となり、そのうえで調教師の推薦・申請を得て口述試験を受験し合格する必要がある。中央競馬の騎手経験者が転じる場合もあるが、その場合は競馬学校の厩務員課程を経る必要はない。
調教助手には調教を専門に行う者（攻め専という）と、厩務作業（担当する競走馬の身の回りの世話。厩務員が行う作業と同じ）をあわせて行う者（持ち乗り調教助手という）とがいる。前述のように調教助手になる前に厩務員になる必要があるため、調教助手は厩務作業ができることが前提である。
調教師以外で調教を行うことが出来る者の処遇については、関東（美浦トレーニングセンター）と関西（栗東トレーニングセンター）でかなり異なる。関西では以前から攻め専と持ち乗りの両方の調教助手が存在したが、関東では長らく調教助手といえば攻め専のみで、持ち乗り調教助手の代わりに調教厩務員（調教を行うことができる厩務員。関西には存在しない）の制度が存在していた。関東では1厩舎あたりの攻め専調教助手や調教厩務員の人数が制限されていたため、調教に携わる人手不足による調教量の不足、攻め専調教助手への負担の増加、攻め専調教助手志望の引退騎手が行き場を失うなどの問題が発生していた。これらを解消するため、厩舎あたりの人数制限がない持ち乗り調教助手の制度を導入することになり、2004年に導入された。
近年の調教師試験合格者には、調教助手出身の者が多くみられる（過去にも吉永正人や河野通文らがそうであった）。
調教助手は長らく引退騎手の受け皿となっていたが、2011年からは騎手が調教助手に転身するための条件が厳しくなるうえ、給与もそれまでより低くなるという、厩舎制度の変更がおこなわれた。そのため、前年の2010年には同日に8人が引退して調教助手になるなど、例年より多くの騎手が駆け込みで引退する事態となった。

### 地方競馬
地方競馬の調教師補佐を志望する場合は地方競馬教養センターの調教師補佐課程を経て調教師補佐となることができる。中央競馬と違い、厩務員経験の必要はない。
米国の競馬における厩務員はグルームと呼ばれるが、厩舎のスタッフは業務が細分化されており、グルームには担当馬ではなく担当馬房が割り当てられるなど日本の厩務員とは若干異なる。

## 米国におけるアシスタントトレーナー
米国にも調教師を補佐するアシスタントトレーナーがいるが、厩舎での役割はスタッフ間で細分化されており、競走馬の調教時の乗り役も厩舎スタッフではないワークライダー（Work Rider）に委託して行われる外注が一般的であるため業務内容は日本の調教助手とは異なる。
米国では競走馬の調教は競馬場で行われており、各調教師が競馬場内に馬房を借りる内厩制である。米国ではリーディング上位の調教師は全米各地に厩舎をもっており、各所を回るため通常は厩舎ごとにアシスタントトレーナーが競走馬の調教の立ち会い、出馬投票や輸送などに関する事務作業を行っている。
競走馬の調教時の乗り役となるワークライダー（Work Rider）は厩舎スタッフではなく、フリーの立場で各厩舎を回って報酬を得ている。乗り役のうち体重が重く追切には騎乗しない者をエクササイズライダー（Exercise Rider）という。